# Högalteknall
Der Högalteknall ist mit 226,03 Metern der höchste Berg des Hallandsåsen und zugleich der höchste Punkt in der  historischen schwedischen Provinz Halland, welche zu Hallands län gehört.
Der Gipfel des Berges ist militärisches Sperrgebiet.